# 義守大學籃球隊
義守大學籃球隊是一支代表義守大學的大專男子籃球隊，分屬於中華民國大專籃球聯賽（UBA）公開男一級。義守男籃由謝玉娟教練於99學年度（2010年）創立，與七賢國中、三民家商兩校籃球隊並稱「一三七體系」。2016年成立女籃是一支代表的大專籃球隊，分屬於中華民國大專籃球聯賽（UBA）公開女二級，歷經謝玉娟教練重整球隊、改派校友謝宗宸督軍，直到2020年首次搭上UBA全國賽列車。

## 歷年戰績

### 男籃
| 學年度 | 戰績                          | 結果     | 最有價值球員 |
| ------ | ----------------------------- | -------- | ------------ |
| 99     | 決賽0勝2敗 （晉級公開男一級） | 第四名   | 不適用       |
| 100    | 不適用                        | 第十名   | 不適用       |
| 101    | 不適用                        | 第四名   | 不適用       |
| 104    | 決賽2勝1敗 （重返公開男一級） | 第二名   | 不適用       |
| 105    | 預賽13勝2敗                   | 第五名   | 不適用       |
| 106    | 預賽12勝3敗 複賽5勝2敗        | 季軍     | 不適用       |
| 107    | 預賽9勝6敗 複賽4勝3敗         | 亞軍     | 不適用       |
| 108    | 預賽10勝5敗 複賽2勝5敗        | 第七名   | 不適用       |
| 109    | 預賽11勝4敗 複賽4勝3敗        | 第四名   | 不適用       |
| 110    | 預賽10勝4敗 複賽2勝5敗        | 第六名   | 不適用       |
| 111    | 預賽6勝9敗                    | 第九名   | 不適用       |
| 112    | 預賽6勝9敗                    | 第十一名 | 不適用       |
| 113    | 預賽7勝8敗                    | 第九名   | 不適用       |

### 女籃
| 學年度 | 戰績                             | 結果   | 最有價值球員 |
| ------ | -------------------------------- | ------ | ------------ |
| 108    | 預賽6勝0敗 複賽2勝1敗 決賽2勝1敗 | 第三名 | 不適用       |
| 109    | 預賽4勝2敗 複賽3勝1敗 決賽1勝2敗 | 第四名 | 不適用       |
| 110    | 預賽5勝0敗 複賽3勝0敗 決賽2勝1敗 | 第三名 | 不適用       |
| 111    | 預賽6勝1敗 複賽2勝1敗 決賽2勝1敗 | 第三名 | 不適用       |
| 112    | 預賽3勝2敗 複賽6勝1敗 決賽1勝2敗 | 第四名 | 不適用       |
| 113    | 預賽5勝0敗 複賽2勝1敗 決賽1勝2敗 | 第四名 | 不適用       |

## 球員個人獎項
| 學年度 | 球員   | 獎項   | 來源  |
| ------ | ------ | ------ | ----- |
| 109    | 呂威霆 | 得分王 | [ 2 ] |